# Полесский-Станкевич, Вячеслав Петрович
Вячесла́в Петро́вич Поле́сский-Станке́вич (бел. Вячаслаў Пятровіч Палескі-Станкевіч; настоящая фамилия — Станкевич; 1912—1971) — белорусский советский журналист, драматург, государственный и партийный деятель. Председатель Государственного комитета Совета Министров Белорусской ССР по радиовещанию и телевидению (1965—1971). Заслуженный деятель культуры Белорусской ССР (1967).

## Биография
Родился 21 октября (3 ноября) 1912 года в селе Острогляды Микулицкой волости Речицкого уезда Минской губернии (ныне территория Брагинского района Гомельской области Республики Беларусь). Из крестьян. Учился сначала в родной деревне, затем в Бабчинской средней школе с педагогическим уклоном, где был активным селькором, выступая в печати с юношескими расказами и стихами. После выпуска в 1929 году работал учителем начальной школы в д. Лазаревка Речицкого района.
С 1930 по 1932 год — литературный сотрудник Гомельской областной газеты «Полесская правда» (бел. Палеская праўда). С 1932 года работал в Минске: в газетах «Савецкая Беларусь», «Калгаснiк Беларусi», «Советская Белоруссия», на Белорусском радио. В декабре 1941 года направлен в Москву для работы в Белорусской редакции Всесоюзного радиокомитета, которая вела передачи для населения оккупированной Беларуси.
- с 1944 по 1955 год — ответственный секретарь, затем заместитель редактора газеты «Звязда».
- 1960—1961 — директор Минской студии телевидения
- с 1961 по 1965 год — заместитель председателя, с 1965 — председатель Государственного комитета Совета Министров БССР по радиовещанию и телевидению.

В 1966 году избран членом ревизионной комиссии КП Беларуси, а на XXVII съезде партии в феврале 1971 года — членом ЦК. В том же году избран депутатом Верховного Совета Белорусской ССР VIII созыва.
Скончался 18 июня 1971 года в Минске. Похоронен на Восточном кладбище.

## Творчество
Начал печататься с 1926 года. Позже став журналистом, наряду со стихами и рассказами писал очерки, корреспонденции, репортажи. Известен как драматург: в послевоенные годы написал пьесы «Песня нашых сэрцаў», «Калi зацвiтаюць сады» (русский перевод Н. Горулева «Когда зацветают сады», 1950), комедии «З таго свету» и др. Член Союза писателей Белорусской ССР с 1949 года.

## Награды и звания
- Заслуженный деятель культуры Белорусской ССР (1967)
- орден Трудового Красного знамени
- два ордена «Знак Почёта»[1]